# 문명중학교
문명중학교(文明中學校)는 대한민국 경상북도 경산시 백천동에 있는 사립 중학교이다.

## 학교 연혁
- 1966년 2월 1일 : 학교법인 문명교육재단 인가, 초대 홍영기 이사장 취임
- 1966년 3월 8일 : 중학교 설립 6학급 인가, 입학식
- 1966년 5월 1일 : 초대 김순영 교장 취임
- 1969년 2월 20일 : 중학교 제1회 100명 졸업
- 1992년 2월 9일 : 중학교 제24회, 고등학교 제23회 졸업
- 1992년 9월 1일 : 중학교 폐교 <제24회 총 졸업생 수 3,407명>
- 1993년 2월 12일 : 고등학교 제24회 51명 졸업
- 1993년 3월 2일 : 고등학교 경산시 백천동 산 16번지 이전, 입학식
- 2003년 10월 31일 : 병설 문명중학교 부활 설립 인가
- 2004년 10월 30일 : 문명중학교 교사 완공
- 2004년 11월 30일 : 병설 문명중학교 3학급 모집 승인(9학급 인가)
- 2005년 3월 2일 : 문명중 신입생 105명 입학
- 2007년 10월 15일 : 디지털 도서관, 독서실 완공
- 2008년 6월 16일 : 문명교육재단 제2대 홍택정 이사장 취임
- 2012년 3월 2일 : 선진형 교과교실제 실시
- 2012년 9월 18일 : 대강당(은운관) 완공
- 2016년 11월 14일 : 다목적구장 준공
- 2023년 7월 5일 : 단설 문명중학교 인가
- 2024년 1월 4일 : 제41회 80명 졸업(졸업생수 4,987명)
- 2024년 3월 1일 : 제8대 최양섭 교장 취임

## 참고 자료
- 문명중학교 - 한국교육학술정보원 학교알리미